# ジョルジュ・タニエル
ジョルジュ・タニエル（Georges Taniel、1959年12月18日-）はバヌアツの男子陸上競技選手。専門は短距離走だが、バヌアツ国内の走り幅跳びや三段跳びの国内記録も保持している。
1983年にアピアで開催されたサウスパシフィックゲームズに出場し、100mで金メダルを、200mで銅メダルを獲得した。同年のヘルシンキで開催された1983年世界陸上競技選手権大会にも出場した。